# 瓦尔塞卡
瓦尔塞卡（義大利語：Valsecca），是意大利贝加莫省的一个市镇。总面积5平方公里，人口420人，人口密度84.0人/平方公里（2009年）。国家统计（ISTAT）代码为016228。